# Anisochaeta
Anisochaeta là một chi thực vật có hoa trong họ Cúc (Asteraceae).

## Loài
Chi Anisochaeta gồm các loài: